# Канигін Юрій Михайлович
Юрій Михайлович Канигін (нар. 14 вересня 1935 р., с. Городище, Перевальський район, Луганської області) — сучасний український письменник, публіцист, есеїст, вчений-економіст. Автор численних наукових і науково-популярних праць у галузі інформатики, «штучного розуму», суспільствознавства, історії науки. Член Національної спілки письменників України; один з авторів так званої «трипільсько-арійської теорії походження українців». За освітою політеконом, має наукове звання професор.

## Біографія
Народився 14 вересня 1935 р. в селі Городище, нині селище міського типу Перевальського району Луганської області в родині гірничого майстра.
У 1953 р. вступив на економічний факультет Московського університету ім. М. В. Ломоносова, фах «політична економія».
1960 р. — проживаючи в Новосибірському академмістечку, став членом бюро райкому КПРС.
1965—1968 рр. — працював завідувачем кафедри економічної теорії і національної економіки в Хабаровському політехнічному інституті.
У 1968 р. зайняв посаду вченого секретаря з гуманітарних питань Сибірського відділення АН СССР. Згодом очолив економічний факультет Новосибірського університету. Координував роботу установ гуманітарного та економічного профілю у Якутську, Магадані, Улан-Уде, Барнаулі, Кемерово та ін.
1970 р. — в віці 35-ти років, став наймолодшим у СРСР доктором економічних наук.
У 1971 р. працював головою комісії з перевірки Бурятської філії Академії Наук в Улан-Уде.
У 1976 р. переїхав до Києва працювати головним науковим співробітником Інституту кібернетики ім. В. М. Глушкова на запрошення знаменитого вченого-кібернетика Віктора Михайловича Глушкова.
У Києві Канигін близько зійшовся з працівником відділу агітації та пропаганди ЦК Компартії України Віталієм Врублевським (згодом — перший помічник першого секретаря ЦК КПУ Володимира Щербицького. Відразу після знайомства з Врублевським Канигін починає активно працювати у сфері прадавньої історії, досліджуючи арійське походження українців.
1992 року Юрія Михайловича обирають членом президії Міжнародної громадської організації «Міжнародна академія інформатики».
У 2000 р. Канигін бере участь у написанні колективної монографії під керівництвом Врублевського «Україна: інтелект нації на межі століть».
У 1990-их керував лабораторією соціального інтелекту Центру досліджень науково-технічного потенціалу та історії науки ім. Г. М. Доброва НАН України.
У 2003 р. став ініціатором створення  Міждержавного інституту українсько-казахстанських відносин ім. Нурсултана Назарбаєва.
Юрій Канигін — член Національної спілки письменників України, професор Університету сучасних знань Товариства «Знання» України. Автор сотень наукових статей, двох десятків монографій. У співавторстві з директором Інституту кібернетики Віктором Глушковим опублікував понад 30 наукових досліджень.
Проживав у Києві.

## Суспільно-політична діяльність
Квітень 2002 р. — подав свою кандидатуру в народні депутати України від Партії реабілітації тяжкохворих України, № 5 в списку.
Березень 2006 р. — подав свою кандидатуру в народні депутати України від Виборчого Блоку Безпартійних «Сонце», № 4 в списку. За результатами голосування не набрав мінімально достатньої кількості голосів і до Верховної Ради не потрапив.

## Публіцистика
Під час перебування в Інституті суспільних наук Бурятської філії Канигіну показали стародавні тибетські рукописи, написані ведичним санскритом, давньотибетською та на мові «сенсарі» (санскр. мова Богів). В інституті бракувало перекладачів і для роботи залучили десяток колишніх лам, які повернулися в Бурятію з колимських таборів.
Ознайомлюючись з древніми фоліантами, Канигін зустрів ламу Самдема — вихідця з роду тибетських ченців, «двічі народженого», який у минулому вивчав слов'янознавство в тибетському монастирі Ас'я-Риші.
Самдем перевернув світогляд науковця. Він став духовним наставником (гуру) й учителем українця. Його розповіді базувалися на таких джерелах, як Біблія, Тора, документах тибетських ченців, ведичній літературі, літописах, дослідженнях відомих істориків, філософів та пророків, зокрема Тараса Шевченка.
В одному зі старовинних пергаментів Канигін побачив малюнок, що нагадував йому карту України. На карті він зміг розгледіти річки рідного краю, — Донець і Кальміус. На місці сучасного Києва стояла позначка з християнським хрестом з написом: Кі-юв (санскр. «Святе місце»).
Подальші дослідження привели його до висновку, що «Рідна історія починається з Андрія Первозваного, з його духовних проповідей», а нашу столицю заснували воїни легендарного Аттіли.
У 1980 році вчений розповів про зустріч з гуру Віктору Михайловичу Глушкову. Глушков порадив йому систематизувати зібрані записи й пообіцяв допомогти опублікувати їх через Комітет держбезпеки. Однак Віктор Глушков невдовзі помер.
Незважаючи на критику, книгу Канигіна «Шлях аріїв» багаторазово перевидавали після розпаду СРСР. Вона стала бестселером. У романі-есе автор висунув власну «теорію» походження українців, яка заперечує прийняті в науці уявлення про етногенез слов'ян. Книгу перевидали 25 разів, щоразу письменник щось додавав, уточнював та конкретизував. Книга передавалася по національному радіо — її озвучив народний артист України Павло Громовенко.
За десять років після виходу праці «Шлях аріїв» побачили світ інші книги Канигіна — «Віхи священної історії», «Пояс світу», «Сатанізм у ХХ столітті», «Фатальне ХХ століття», «Початок і кінець часів», «Українська мрія», «Парадокси історії», «Матриця Вседержителя». Разом з Василем Кушерцем опублікував капітальне дослідження «Біблія і сучасна наука».

## Критика
Канигін є одним з апологетів так званої «трипільсько-арійської теорії походження українського народу», яку визнано маргінальною та псевдонауковою. Достовірність фактів у працях Канигіна неодноразово піддавалася сумнівам. Зокрема в книзі «Новітні міфи та фальшивки про походження українців» такі теорії, зокрема й праці Юрія Канигіна, рішучо заперечують науковці, які фахово, протягом багатьох років вивчають етногенез українців і давню історію України в інститутах НАН України й провідних навчальних закладах, є авторами численних наукових публікацій та мають авторитет серед колег в Україні й поза її межами:
|                                                                                 | Те, що дійсно знає світова історія та археологія, з опусами Ю. Канигіна просто не має перехрестя для зустрічі й організації дискусії |
| — Кирило Галушко, канд. іст. наук, доцент, директор Центру імені В. Липинського | |

## Публікації
- Ю. М. Каныгин. Загадки интеллектуального бытия. — 1977.
- Ю. М. Каныгин. Откуда есть пошла наука русская. — 1980.
- Ю. М. Каныгин. Кибернетика в жизни общества. — 1985.
- Ю. М. Каныгин. Что такое информатика? — 1989.
- Ю. М. Каныгин. Информационная природа НЛО. — 1991.
- Ю. М. Каныгин. Библия как програма человечества. — 1993.
- Ю. М. Канигін, З. Ю. Ткачук. Українська мрія. — К.: Лексикон, 1996.
- Ю. М. Канигін. Шлях аріїв: Україна в духовній історії людства: Роман-есе. — 5-те вид., допов. — К.: 2008. — 528 с.
- Ю. М. Канигін. Віхи священної історії. — К.: 1999.
- Ю. М. Каныгин. Пояс мира (Украина — Казахстан: фундамент Евразийского единства) — К.: МАУП, 2001.
- Ю. М. Каныгин, Ю. Т. Батюшин. Открытие Городища. — К.: Україна, 2001. — 29 с. — ISBN 966-524-095-1.
- Ю. М. Каныгин. Сатанизм в ХХ веке: Ист.-публицист. исслед. К.: МАУП, 2004. — 536 c. — ISBN 966-608-459-7.
- Ю. М. Каныгин. Роковой ХХ век. — К.: Кобза, 2005.
- Ю. М. Каныгин. Начало и конец времен: Новый взгляд на историю. — К.: 2005.
- Ю. М. Каныгин. Последние времена: Новая парадигма истории. — К.: 2006.
- Ю. М. Каныгин. Бремя белой расы. — К.: Арий, 2010. — 328 с. ISBN 978-966-498-075-0.
- Ю. М. Каныгин. Трезубец или крест? — К.: 2011.
- Ю. М. Каныгин. Альтернативная история и предназначение Руси — К.: Арий, 2013. — 448 с. ISBN 978-966-498-314-0.
- Ю. М.Каныгин. Закат эры Homo sapiens'a —  К.:  2015 .—  224 c. ISBN 978 - 966 - 498 - 421 - 5.